# Vincent van Gogh målar solrosor
Vincent van Gogh målar solrosor (nederländska: Vincent van Gogh zonnebloemen schilderend) eller  Solrosmålaren är en oljemålning av den franske konstnären Paul Gauguin från 1888. Målningen är utställd på Van Gogh-museet i Amsterdam.
Gauguin skildrar i målningen kollegan Vincent van Gogh i färd med att måla en av sina många solrosmålningar i Arles i södra Frankrike. Eftersom målningen utfördes i december när solrosor inte blommar är det mer troligt att van Gogh kopierade en äldre solrosmålning. Gauguin stödde sig ofta på fantasi och gjorde avsteg från verkligheten när han komponerade sina målningar. 
I februari 1888 hade van Gogh bosatt sig i Gula huset i Arles där han hoppades kunna inrätta en konstnärskoloni. I oktober 1888 bjöd han dit Gauguin och i två månader levde de tillsammans under ständiga diskussioner. Samarbetet avbröts efter en hetsig ordväxling, efter vilken van Gogh rusade hemifrån, skar av sig en örsnibb och måste omhändertas. Gauguin återvände genast till Paris och van Gogh skrevs i maj 1889 på egen begäran in på ett mentalsjukhus i Saint-Rémy-de-Provence. 